# نیروی هوایی سلطنتی سعودی
نیروی هوایی پادشاهی عربستان سعودی (به عربی: القوات الجویة الملکیة السعودیة) نام شاخهٔ نیروی هوایی نیروهای مسلح عربستان سعودی است. نیروی هوایی پادشاهی عربستان سعودی پس از نیروی هوایی اسرائیل (با یک‌هزار جنگنده) و نیروی هوایی مصر (با ششصد جنگنده)، سومین قدرت هوایی نظامی در منطقه خاورمیانه محسوب می‌شود. پس از انقلاب ۱۳۵۷ در ایران، نیروی هوایی پادشاهی عربستان سعودی با خریدهای کلان نظامی و به‌کارگیری تجهیزات مدرن توانست خود را از نیرویی دفاعی به نیرویی با قابلیت‌های ضربتی و تهاجمی تبدیل کند. نیروی هوایی سلطنتی سعودی پس از نیروی هوایی ایالات متحده آمریکا (USAF) و نیروی هوایی ژاپن (JASDF) بیشترین تعداد جنگنده‌های اف-۱۵ در جهان را در اختیار دارد.

## یگان‌ها
- اسکادران ۱ (هواپیمای خاندان سلطنتی)
- اسکادران ۲ (اف-۱۵)
- اسکادران ۳ (اف-۵)
- اسکادران ۴ (سی-۱۳۰)
- اسکادران ۵ (اف-۱۵)
- اسکادران ۶ (اف-۱۵)
- اسکادران ۷ (تورنادو آی‌دی‌اس)
- اسکادران ۸ (Reims Cessna ۱۷۲)
- اسکادران ۹ (پی‌سی-۹)
- اسکادران ۱۲ (بل ۲۱۲)
- اسکادران ۱۳ (اف-۱۵)
- اسکادران ۱۴ (هلی‌بورن)
- اسکادران ۱۵ (اف-۵)
- اسکادران ۱۶ (سی-۱۳۰)
- اسکادران ۱۸ (ئی-۳ سنتری)
- اسکادران ۱۹ (ری-۳آ)
- اسکادران ۲۱ (هاوک)
- اسکادران ۲۲ (پی‌سی-۹)
- اسکادران ۲۹ (تورنادو آ.دی. وی)
- اسکادران ۳۲ (کی‌سی-۱۳۰اچ)
- اسکادران ۳۴ (اف-۱۵)
- اسکادران ۳۵ (جت‌استریم)
- اسکادران ۴۴ (بل ۴۱۲)
- اسکادران ۵۵ (اف-۱۵)
- اسکادران ۷۵ (تورنادو آی‌دی‌اس)
- اسکادران ۷۹ (پاناویا تورنادو ای‌دی‌وی)
- اسکادران ۸۳ (تورنادو آی‌دی‌اس)
- اسکادران ۸۸ (هاوک)
- اسکادران ۹۲ (اف-۱۵)
- اسکادران ۹۹ (کوگر)

## خرید ۷۲ فروند یوروفایتر تایفون
در دسامبر ۲۰۰۵ میلادی، مقامات نظامی عربستان سعودی اعلام کردند که به خرید ۷۲ فروند جت جنگنده یوروفایتر تایفون از بریتانیا به ارزش بیش از ۱۰ میلیارد دلار اقدام کرده‌اند. نیروی هوایی عربستان سعودی اعلام کرده که در نظر دارد تا جنگنده‌های جدید تایفون را جانشین جنگنده‌های تورنادو کند که همانند تایفون، توسط شرکت بریتانیایی بی‌ای‌ئی ساخته شده‌اند.
در ژانویهٔ ۲۰۰۷، مقامات نظامی عربستان سعودی اعلام کردند که در آینده بسیار نزدیک، تحویل گرفتن ۷۲ فروند جت‌های جنگنده یوروفایتر تایفون از شرکت دفاعی بریتانیایی بی‌ای‌ئی سیستمز را شروع می‌کنند. در تاریخ ۱۲ ژوئن ۲۰۰۹ میلادی، نیروی هوایی عربستان سعودی، دو فروند هواپیمای جنگندهٔ تایفون از بریتانیا دریافت کرد. هواپیماهای تحویل داده‌شده، بخشی از یک سفارش عظیم را تشکیل می‌دهند که شامل ۷۲ فروند جنگندهٔ تایفون می‌شود.

## نگارخانه

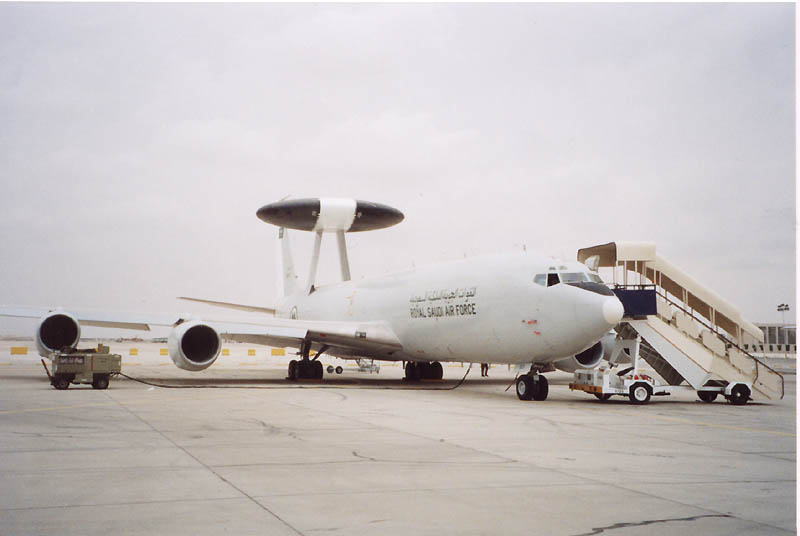
بوئینگ E-3A سنتری
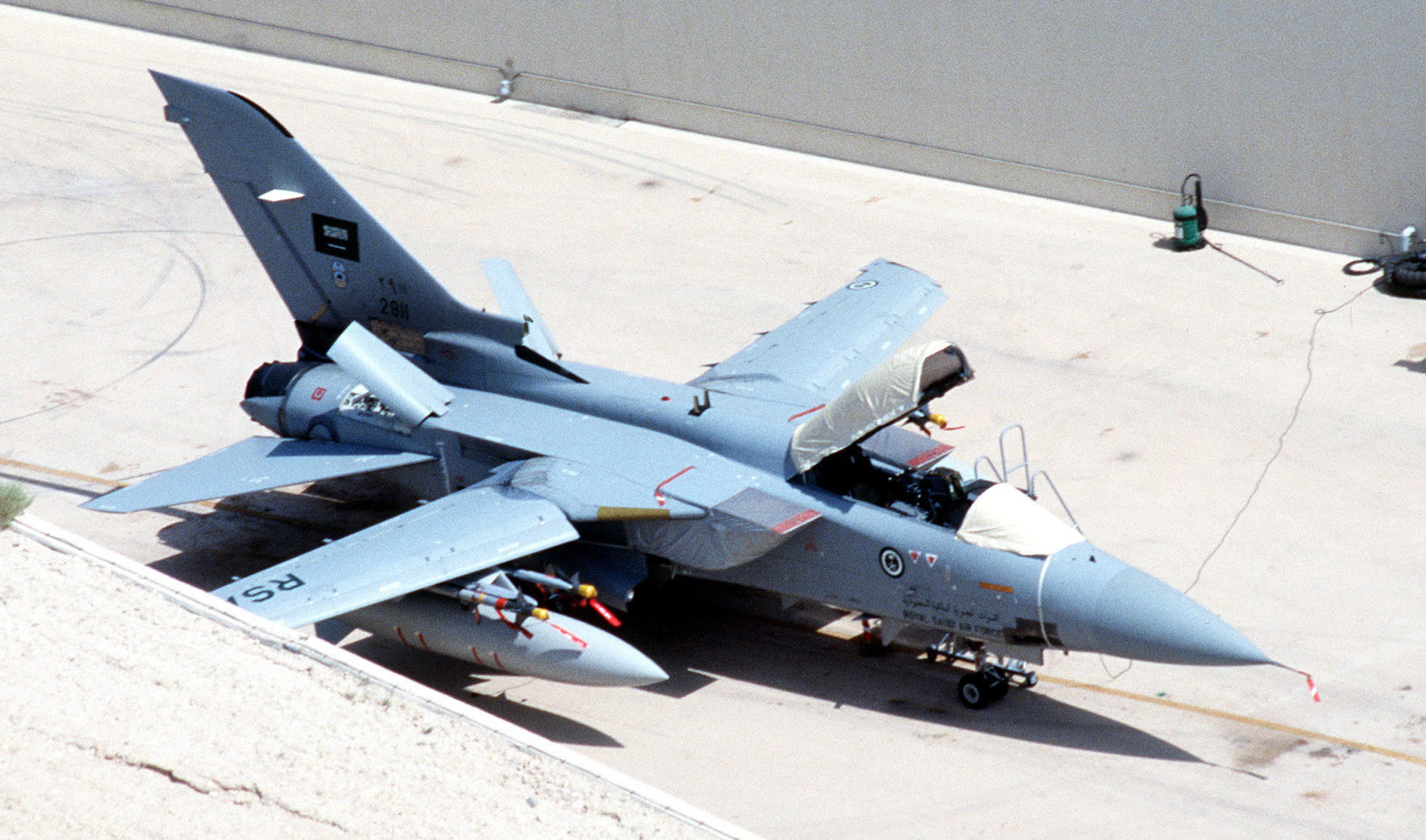
یک جنگنده تورنادو نیروی هوایی سلطنتی سعودی
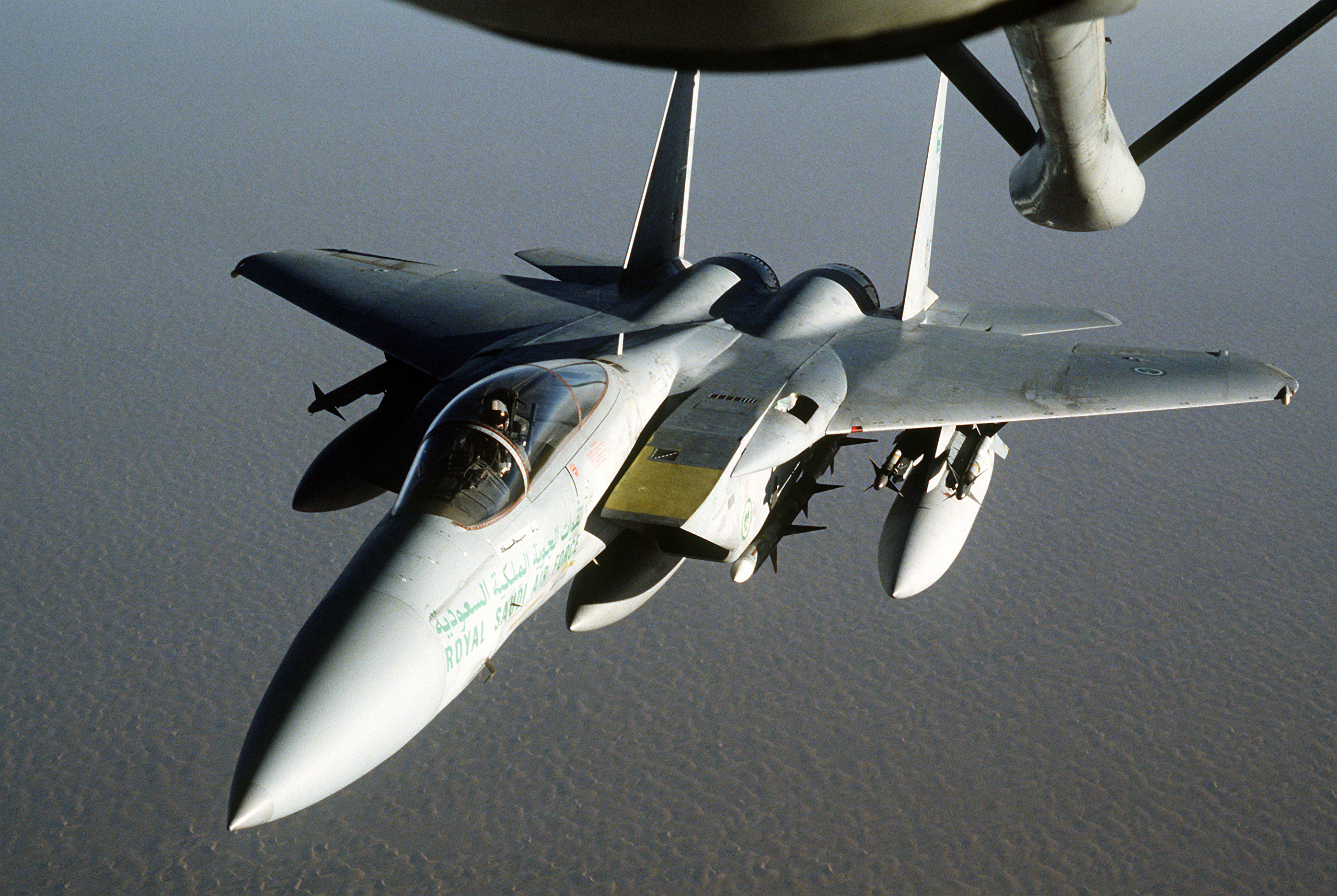
یک جنگنده اف-۱۵ ایگل نیروی هوایی سلطنتی سعودی در حال پرواز بر روی خلیج فارس
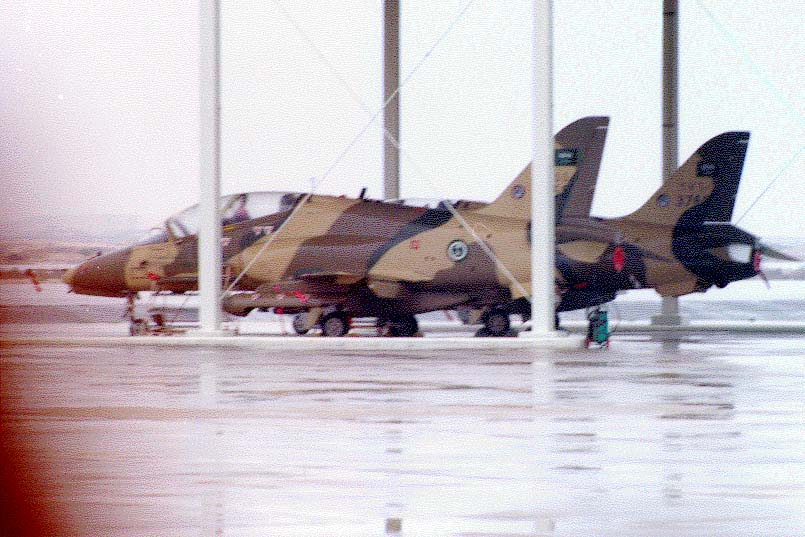
جنگنده‌های بی‌ای‌ئی سیستمز هاوک (BAe) در آشیانه نیروی هوایی سلطنتی سعودی